# Route 29 (Colombie-Britannique)
La Route 29 est une route servant de raccourci depuis la route 97 (John Hart Highway) et un autre segment de cette même route, la route de l'Alaska dans le District régional de Peace River. C'est aussi l'accès principal vers la communauté minière de Tumbler Ridge ainsi que pour accéder aux installations du barrage W. A. C. Bennett près de Hudson's Hope.

## Description du tracé
À Tumbler Ridge, la route de 237 km (147 mi) débute à l'intersection avec la route 52 et se dirige vers le nord et le nord-ouest sur 94 km (58 mi) jusqu'à ce qu'elle rencontre la route 97 à Chetwynd. Elle forme un multiplex avec celle-ci sur 3 km (1,86 mi) vers l'est, puis bifurque vers le nord-ouest pour 65 km (40 mi). Elle passe par Moberly Lake et Hudson's Hope, où elle est reliée au barrage par une route collectrice. Plus loin, au nord-est de Hudson's Hope, la route rencontre à nouveau la route 97 (portant le nom de route de l'Alaska) près de Fort St. John près de Charlie Lake.

## Intersections majeures
| District régional                               | Ville         | km     | Destinations                                                         | Notes                                    |
| ----------------------------------------------- | ------------- | ------ | -------------------------------------------------------------------- | ---------------------------------------- |
| Peace River                                     | Tumbler Ridge | 0,00   | BC-52 (Heritage Highway)                                             | La BC-29 sud devient la BC-52 est        |
| Peace River                                     |               | 93,62  | BC-97 nord (John Hart Highway) – Dawson Creek                        | Terminus sud du multiplex avec la BC-97  |
| Peace River                                     | Chetwynd      | 96,54  | BC-97 sud (John Hart Highway) – Prince George                        | Terminus nord du multiplex avec la BC-97 |
| Peace River                                     |               | 154,35 | Traverse la rivière de la Paix                                       | Traverse la rivière de la Paix           |
| Peace River                                     | Hudson's Hope | 161,74 | Canyon Drive – Barrage W. A. C. Bennett                              |                                          |
| Peace River                                     |               | 236,01 | BC-97 (Route de l'Alaska) – Fort Nelson, Fort St. John, Dawson Creek |                                          |
| - Transition de multiplex - Transition de route |               |        |                                                                      |                                          |